# 英皇國際集團
英皇國際集團有限公司（「英皇國際」或「公司」），前身為「萬成飲食置業有限公司」、「國際酒樓夜總會置業限公司」、「華胤馨國際(集團)有限公司」和「英皇地產有限公司」，主要業務於香港、澳門、中國內地及海外從事物業投資、物業發展及酒店服務，擁有物業組合總面積逾600萬平方呎。
英皇國際及其附屬公司主要發展、投資及管理各類型地產項目。項目包括大型綜合發展項目、寫字樓、購物商場、住宅、工業樓宇及酒店等，並分佈於中國內地、香港、澳門及英國等主要城市。公司在百慕達註冊，主席（非執行）為楊陸小曼。

## 歷史
在1970年由前創辦人曾佩釗創立前身「萬成飲食置業有限公司」、「國際酒樓夜總會置業有限公司」，其後在1972年上市。
1988年，更名「華胤馨國際集團有限公司」。
在1990年10月30日，由英皇集團收購，更名為英皇地產有限公司，其後1991年8月30日，「英皇地產有限公司」進行改組，遷冊至百慕達註冊，以英皇集團(國際)有限公司正式在香港上市，後更名為英皇國際集團有限公司。
英皇集團是羅素街舖位大業主，持有6至16號鋪位，20至24號物業（其中22及24號更是全幢持有），50至56號及60號地舖。
- 2005年以1.93億港元，每呎29.74萬港元購入羅素街50至52號鋪。
- 2007年以1.7億港元，購入尖沙咀廣東道4號。
- 2009年底以8.43億港元，購入尖沙咀廣東道 6及 8號，實用面積1212方呎，呎價 69.55萬港元。
- 2010年7月19日以11億港元購入銅鑼灣羅素街22至24號全幢物業，折合樓面呎價逾11.7萬港元。
- 2011年1月14日以 3.8億港元購入波斯富街76號（羅素街60號）地舖，建築面積600方呎，實用約480方呎，門面闊45呎，物業更於45年間，升值接近7600倍。土地註冊處資料顯示，上述原業主為鄧元勳及鄧奇勳，於1966年6月香港政治不穩定的時候，以5萬港元購入上址，持貨至今45年，帳面獲利3.799億港元，物業升值7599倍。

- 2012年8月29日英皇國際連約購入尖沙咀海防道35至37號地下C舖，面積約750方呎，涉資約3.63億元，呎價達約48.4萬元，創該街道呎價新高，原業主中港商人劉軍08年僅以約8,300萬元購入上址，帳面大賺約2.8億元，賺幅逾3.3倍。，物業現由美珍香以每月約88萬元租用，租期至一五年五月，現回報約2.9厘。

- 2017年1月10日英皇國際，以5.15億元向恒基兆業地產一間投資控股公司購入香港西摩道1號輝煌臺地下及地下低層之12間零售商舖，總建築面積約為13,173平方呎。

- 2017年1月23日培新集團以2.6億英鎊（相當於25.61億港元，平均呎價約二萬八千多元，出售倫敦核心區牛津街111至125號（Oxford Street） Ampersand Building全幢商廈給英皇國際。

- 2018年4月24日英皇國際以2.5億元全幢收購西環爹核士街24-26A號永勝大廈，項目樓面面積約2萬方呎，即每呎樓面地價約12,500元，預計發展成商業住宅混合項目。
- 2022年9月16日，英皇國際通過港交所發公告，指其已新中文名稱「英皇國際集團有限公司」已被採納。[4]

## 新聞軼事
- 英皇於2009年中成功將德輔道西454至462A號以及長庚里3號併入旗下皇后大道西527至531號地盤，以發展一幢以全海景大單位為主的純住宅物業，估計項目總收購價涉約2億元，項目命名為「維壹」，於2010年首季以樓花形式發售。[5]
- 英皇於2011年3月10日公布，已完成統一西環德輔道西345至345A號長嘉工業大廈所有業權，並即將發展成一個擁有180度維港海景的豪華住宅地產項目。
- 英皇於2011年5月25日售出香港九龍灣宏泰道7號英皇國際廣場（高銀國際廣場前身），作價為港幣8億5000萬元。
- 英皇於2011年7月，以6 億4 千8 百萬港元成功投得灣仔皇后大道東373 號酒店用地。而地盤面積約7,720 平方呎，可發展面積約115,800 平方呎。英皇又會另外投資5億港元於該址發展一座酒店項目，連地價總投資額共超過11 億港元。[6]
- 英皇於2011年8月，以約6,800萬港元購入屯門山齡工業大廈全幢，呎價約1,200元，計劃活化上址之餘，亦研究將上址作為同系演藝娛樂公司之用。[7]
- 英皇大股東楊受成在公布集團業績後，一直有增持行動，最近一次是在8月11日，以均價1.507元買入130萬股，以昨日收市價1.57元計，相當於除淨價1.518元。[8]
- 英皇國際在2012年5月11日，出售位於荃灣地區的，英皇娛樂廣場全幢23層、商店等全權，總代價為14.5億港元（1.87億美元、149億日圓、1.16億英鎊、11.8億元人民幣），獲利5億港元（6439千萬美元、51.5億日圓、4006千萬英鎊、4億元人民幣），而買家為張順宜和陳秉志。[9]

- 2013年6月11日英皇國際以15.88億元向永亨銀行（華僑永亨銀行前身，O39）購入灣仔永亨金融中心全幢(applause)，平均呎價16,618元。

- 2014年5月14日，英皇國際與明發集團及許榮茂的私人公司組成財團，以27.08億元成功投得壽臣山道西與黃竹坑徑交界的鄉郊建屋地段第1198號住宅地皮。

- 2015年2月28日，英皇國際以6.83億元購入灣仔駱克道75至79號之商住大廈。該物業建於1964年，樓高13層，地盤面積約3,120方呎，總樓面面積約26,207方呎。

- 2015年3月31日，市建局宣布，英皇國際中標深水埗福榮街532-542 號重建項目,上址可建樓面總面積約5.4萬方呎，住宅樓面面積約4.8萬方呎，涉及逾90個住宅。

- 2015年5月7日，英皇國際旗下Famous Awards Limited，以35,500,000英鎊（約 419,645,500 港元），收購位於英國倫敦W1D 2DW Oxford Street 25-27號附批租權之土地連同建於其上樓高8層（連地庫）之零售及辦公用途樓宇，總樓面面積約為11,596平方呎[10][11][12]。

- 2016年12月16日，英皇國際以7.28億港元向領展投得穗禾苑商場。[13]

- 2017年1月10日，英皇國際以5.15億港元向恒基地產收購西半山輝煌臺地下12個舖位。[14]

- 英皇國際在2018年12月11日，出售位於油麻地的英皇盛世酒店全幢，總代價為11億港元，獲利7.46億港元，而買家為易偉發展。[15]

- 2019年6月20日，英皇國際向香港國際建投收購港島荷李活道151號Centre Hollywood，代價約5.95億港元。[16]

## 主要物業

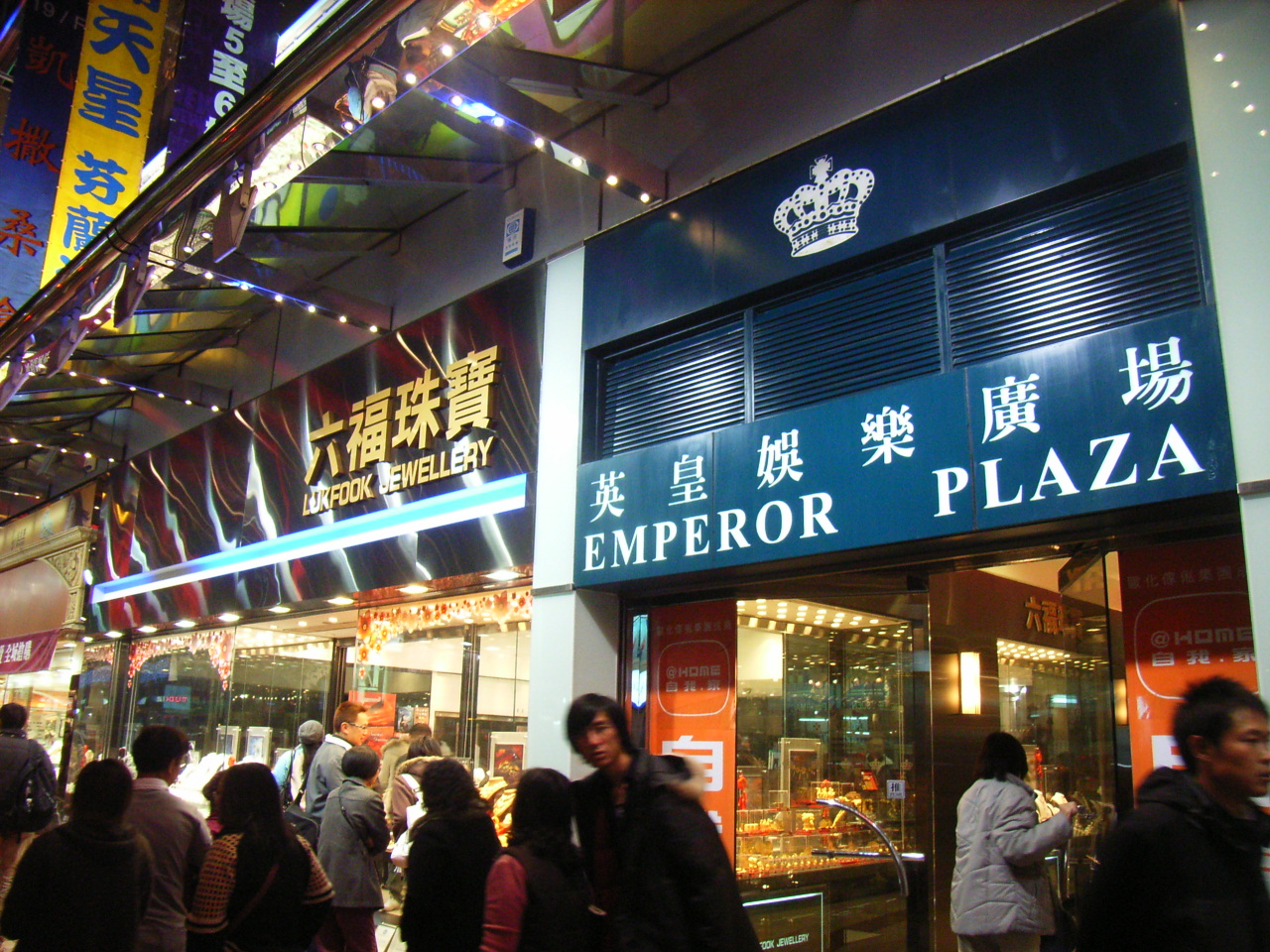
荃灣英皇娛樂廣場（已全權出售）

### 住宅
- 淺水灣「南灣御苑」
- 舂坎角「御濤灣」
- 屯門「龍成花園」
- 大埔「龍成堡」及「映月灣」
- 尖沙咀「御景臺」
- 西環「維壹」
- 北角「渣華道98號」
- 筲箕灣「港島·東18」
- 九龍城太子道西項目「御太子」
- 西環「維港峰」(干諾道西179號的長嘉工業大廈住宅重建項目)
- 西貢蠔涌項目
- 廈門「英皇湖畔花苑」，第二期「英皇湖畔．華庭」
- 長沙灣福榮街536至540號項目喜遇
- 屯門「畔海」(屯門澄麗路 9 號)
- 半山「半山捌號」
- 南區「壽臣山15號」佔50%股權[17]

### 商舖
- 銅鑼灣羅素街22至24號全幢
- 銅鑼灣羅素街8、20及50-56號
- 銅鑼灣波斯富街76號
- 銅鑼灣駱克道474-476號地下及1樓與駱克道478-484號本德大廈地下G舖位
- 銅鑼灣禮頓道46號地下及1樓與禮頓道44及48號禮智大廈地下
- 銅鑼灣駱克道523號地下及1樓
- 銅鑼灣景隆街25至27號
- 尖沙咀廣東道4、6及8號
- 尖沙咀彌敦道81號喜利大廈地下A、D2及E2號舖
- 旺角上海街525號東海閣地下2-6號舖、1樓
- 紅磡漆咸道北275號蔚景樓地下7-11號舖、1樓及2樓全層
- 威靈頓街67號地舖
- 勿地臣街12號地鋪 （沽出2億）
- 尖沙咀海防道35至37號海利行地下C舖
- 漢口道25至29號漢光大廈地下B鋪
- 尖沙嘴彌敦道83至97號華源大廈地下33A舖
- 尖沙嘴彌敦道83至97號華源大廈地下30號舖，1100方呎
- 西半山輝煌臺地舖
- 英國倫敦牛津街25至27號
- 英國倫敦牛津街111至125號
- 英國倫敦牛津街181至183號

### 商場
- 北角健威坊
- 淺水灣The Pulse
- 屯門新都商場
- 沙田穗禾苑商場
- 澳門殷皇子馬路及南灣大馬路商場
- 上海英皇明星城

### 工商大廈
- 灣仔英皇集團中心
- 屯門建發里Lane Up 綜合工廈
- 北京長安街英皇集團中心
- 灣仔告士打道60號「中國華融大厦」（2013年6月11日以15.88億港元購入，該物業樓高28層的商業大廈，總樓面面積約95,557平方呎，以成交價計算，呎價約16,618元。）
- 灣仔駱克道81至85號霸田商業中心（2014年10月10日以8.19億港元購入，該物業樓高25層的商業大廈，總樓面面積約53,426方呎，以成交價計算，呎價約15,328元。）
- 上環荷李活道151號英皇荷里活中心（2019年6月19日以5.95億港元購入，該物業樓高26層的商業大廈，總建築面積約為32,727平方呎，以成交價計算，呎價約18181元。）
- 中環德輔道中39及41號「英皇商業中心」（2015年9月2日以13億港元購入，該物業樓高16層的商業大廈，約39,027平方呎，而地盤面積約為2,576平方呎，以成交價計算，呎價約33310元。）

### 酒店
- 灣仔英皇駿景酒店
- 澳門英皇娛樂酒店
- 澳門盛世酒店
- The Unit服務式住宅

### 重建項目
上環皇后大道西70至76號和皇后大道西78至80號及荷李活道265至267號高陞大樓
，總地盤面積擴展至約5,505方呎，涉及可建總樓面約49,545方呎，

### 共用工作空間
英皇集團首個共享工作空間項目Mustard Seed，位於香港灣仔英皇集團中心，為本地年輕人創業提供支持。

## 外部連結
- 英皇集團官方網址 （页面存档备份，存于）
- 英皇國際集團有限公司 （页面存档备份，存于）
- 維壹（页面存档备份，存于）
- 渣華道98號 （页面存档备份，存于）
- 港島·東18
- 香港英皇駿景酒店（页面存档备份，存于）
- 澳門英皇娛樂酒店 （页面存档备份，存于）
- The Unit 服務式公寓 （页面存档备份，存于）